# Анастасија Чаун
Анастасија Едуардовна Чаун (рус. Анастасия Эдуардовна Чаун; Москва, 11. септембра 1988) је руска пливачица, специјалиста за пливање прсним стилом.

## Спортска каријера
Рођена је у спортској породица: деда - Заслужни Мајстор спорта у ватерполу и освајач олимпијске бронзане медаље на Олимпијским играма 1956. у Мелбурну; мајка — Мајстор спорта (слободни стил); отац — Мајстор спорта међународне класе (делфин стил). Упркос томе Анастасија је почела пливати веома касно са 12 години, али већ са 14 почела озбиљно тренирати,, па не чуди што се у међународним такмичењима појавила веома касно.
Тако да је на Европског првенству 2010. у Будимпешти које јој је било друго међународно такмичење у каријери, није спречило да победи у дисциплини 200 метара прсно, поставивши рекорд европских првенстава резултатом 2:23,50..
Три месеца после овог успеха на 18. Европском првенству у малим базенима 2010. у холандском Ајндховену у трци на истој дистанци, поново осваја прво место резултатом 2:22,68.

## Лични рекорди Анастасије Чаун
1. децембар 2010.
| Дисциплина  | Базен | Резултат | Датум              | Место                  | Такмичење.            | Бел. |
| ----------- | ----- | -------- | ------------------ | ---------------------- | --------------------- | ---- |
| 50 м прсно  | 50 м  | 32,98    | 10. мај 2010.      | Москва Русија          | Првенство Русије      |      |
| 50 м прсно  | 25 м  | 31,73    | 10. децембар 2009. | Истанбул, Турска       | ЕП 2009.              |      |
| 100 м прсно | 50 м  | 1:08,79  | 10. август 2010.   | Будимпешта, Мађарска   | ЕП 2010.              |      |
| 100 м прсно | 25 м  | 1:07,76  | 19. децембар 2009. | Сент Петербург, Русија | Владимир Салњиков куп |      |
| 200 м прсно | 50 м  | 2:23,50  | 13. август 2010.   | Будимпешта, Мађарска   | ЕП 2010.              |      |
| 200 м прсно | 25 м  | 2:20,32  | 11. децембар 2009. | Истанбул, Турска       | ЕП 2009.              |      |

## Награде и признања
- Мајстор спорта Русије, међународна класа (2009)[4]